# Stazione di Torrazza Piemonte
Stazione di Torrazza Piemonte vasútállomás Olaszországban, Torrazza Piemonte településen.

## Vasútvonalak
Az állomást az alábbi vasútvonalak érintik:
- Torino–Milánó-vasútvonal

## Kapcsolódó állomások
A vasútállomáshoz az alábbi állomások vannak a legközelebb:
- Stazione di Castelrosso
- Stazione di Saluggia
- Stazione di Chivasso